# Tricorynus
Tricorynus là một chi bọ cánh cứng thuộc họ Ptinidae.